# Santa Ana (departement)
Santa Ana je název jednoho ze salvadorských departementů. Rozprostírá se v západní části státu, sousedí s departementy Chalatenango, La Libertad, Sonsonate Ahuachapán a Guatemalou. Jeho hlavním městem je stejnojmenné Santa Ana. Žije zde přibližně 553 tisíc osob.
Významnými topografickými prvky departementu jsou jezera Güija a Coatepeque, pohoří Sierra Madre de Chiapas, sopky Santa Ana a Cerro Verde. Nachází se zde salvadorské národní parky Montecristo, Los Volcanes a San Diego, San Felipe Las Barras.

## Obce
Od roku 2024 sestává departement ze 4 obcí (španělsky municipios), které se dále dělí do 13 obecních distritů.
- Santa Ana Norte
  - Distrito de Masahuat
  - Distrito de Metapán
  - Distrito de Santa Rosa Guachipilín
  - Distrito de Texistepeque
- Santa Ana Centro
  - Distrito de Santa Ana
- Santa Ana Este
  - Distrito de Coatepeque
  - Distrito de El Congo
- Santa Ana Oeste
  - Distrito de Candelaria de la Frontera
  - Distrito de Chalchuapa
  - Distrito de El Porvenir
  - Distrito de San Antonio Pajonal
  - Distrito de San Sebastián Salitrillo
  - Distrito de Santiago de La Frontera